# Wheeling, West Virginia
Wheeling, stad och huvudort i Ohio County, West Virginia, USA . En mindre del ligger i Marshall County. Vid folkräkningen 2000 var invånarantalet 31 419 , varav 31 059 i Ohio County och 360 i Marshall County. 

## Historik
Det fanns en bosättning som hette Zanesburg i området 1769, staden grundades officiellt 1795.
Staden var huvudstad i West Virginia 1861-1870 och 1875-1885.

## Personer från Wheeling
- Leon "Chu" Berry - jazzsaxofonist
- Jack Canfield - motivatuionstalare
- John Corbett - skådespelare
- Rebecca Harding Davis - författare
- Faith Daniels - programledare
- Joyce DeWitt - skådespelerska
- Joanne Dru - skådespelerska
- Doug Fetherling - skribent
- Walter L. Fisher - USA:s inrikesminister 1911-1913
- Gene Freese - basebollspelare
- Jack Glasscock - basebollspelare
- Chuck Howley - amerikansk fotbollsspelare
- Bill Mazeroski - basebollspelare
- Cy Morgan - basebollspelare
- Bob Ney - ledamot i USA:s representanthus 1995-2006
- Walter Reuther - facklig ledare
- Eleanor Steber - operasopran
- Nan Wynn - storbandssångerska och skådespelerska
- John Yarnall, officer under 1812 års krig